# Шуматова Єлизавета Миколаївна
Єлизавета Миколаївна Шуматова (англ. Yelizaveta Nikolayevna Shumatova (уроджена Авінова англ. Avinoff); (6 жовтня 1888 , Харків  — 30 листопада 1980 , Ґлен-Коув, Нью-Йорк )) — американська художниця російського походження, найвідомішою її роботою був Незавершений портрет Франкліна Д. Рузвельта. Писала портрети політика Ліндона Б. Джонсона та леді Бьорд Джонсон.

## Біографія
Народилася 3(6) жовтня 1888 в Харкові, була наймолодшою дитиною в аристократичній сім'ї. Батько — Микола Олександрович Авінов (1844—1911), генерал-лейтенант Російської імператорської армії.
Старшого брата Миколу (1881—1937), викладача фінансового права, було репресовано та розстріляно у 1937 році. Був одружений із Марією Юріївною Новосильцевою (1882—1975). Другий старший брат Андрій Миколайович Авінов (1884—1949) — видатний ентомолог і художник.
1917 року емігрувала до США разом із чоловіком Лео Шуматовим (членом Російської закупівельної комісії), після Жовтневого перевороту вирішила не повертатися на батьківщину. Вони з чоловіком оселилися на Лонг-Айленді. 1928 року її чоловік Лео Шуматов помер, потонувши на пляжі.

## Творчість
Незвичайні здібності Шуматової до портретного живопису привели до того що, її картини почали купувати деякі багаті сім'ї Америки, Великобританії та Європи. У неї замовляли картини представники різних відомих сімей, враховуючи сім'ю Великого герцога Люксембурзького. Вона писала портрет Президента США Франкліна Рузвельта у Ворм-Спрінгс, штат Джорджія, цього ж дня 12 квітня 1945 року в нього стався внутрішньомозковий крововилив. Під час роботи він їй сказав: «У мене жахливо болить голова»; «англ. I have a terrific headache».

## Галерея

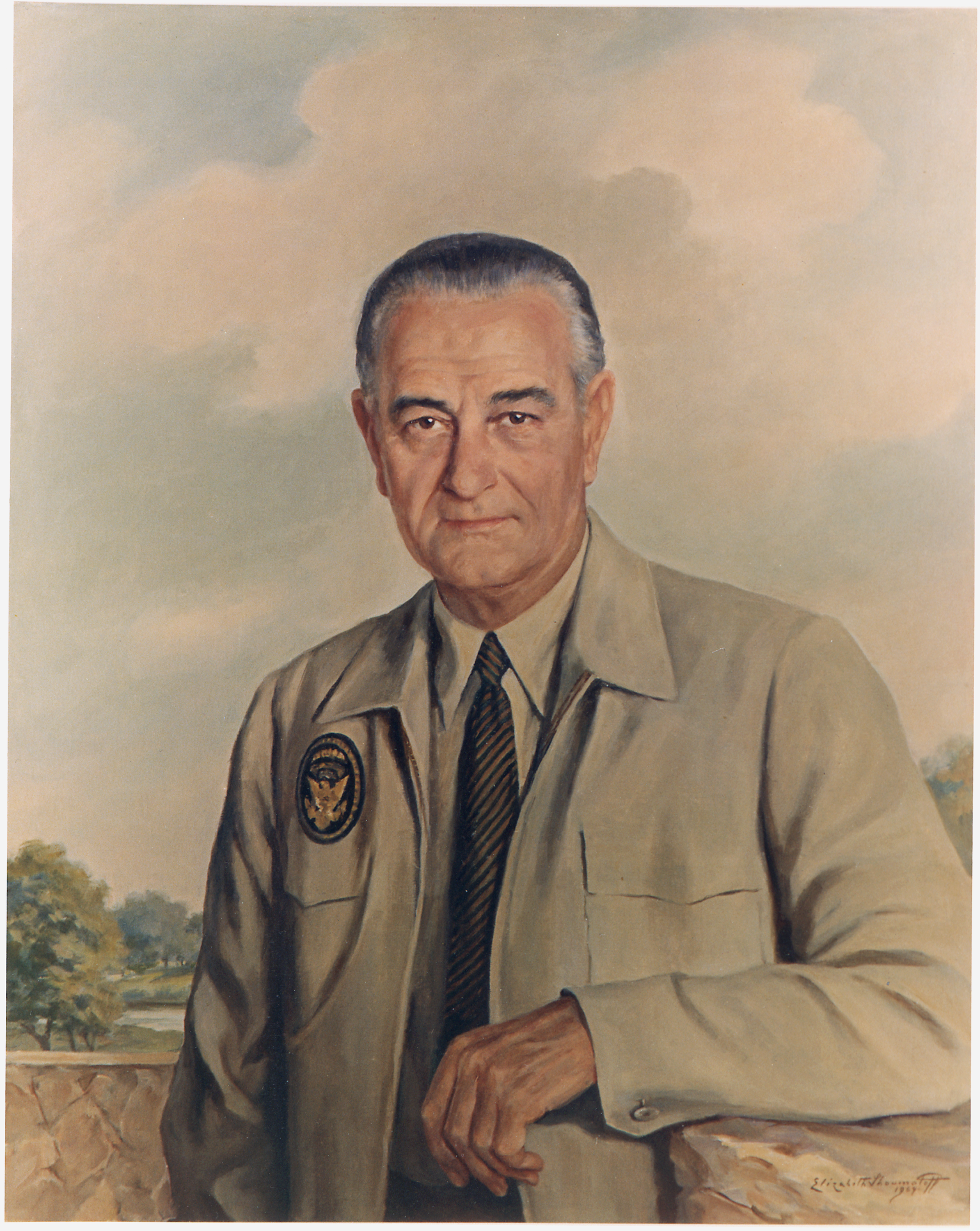
Portrait of Lyndon Baines Johnson, oil paint, 1969.
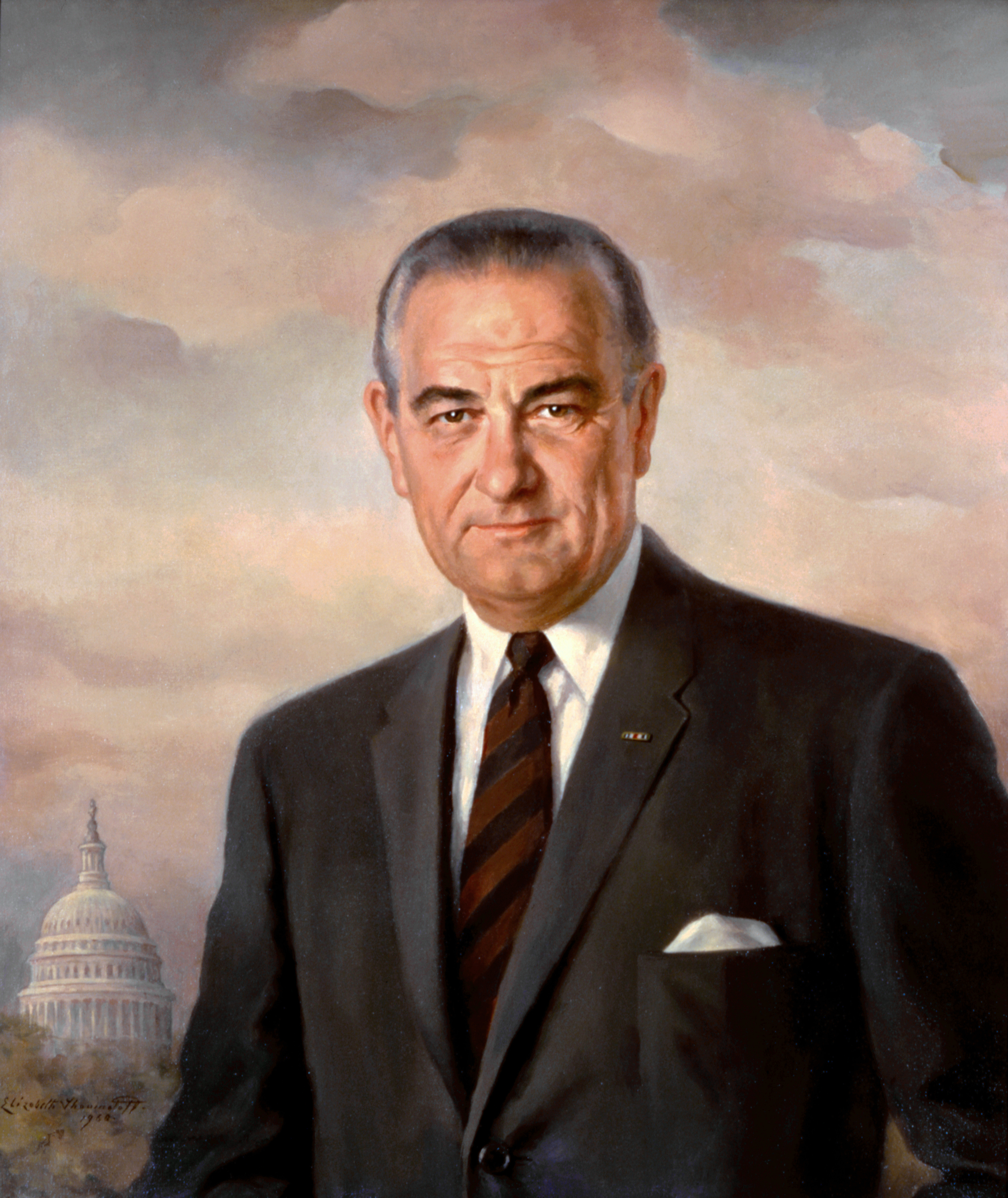
Official Presidential portrait of Lyndon Baines Johnson, 1968.
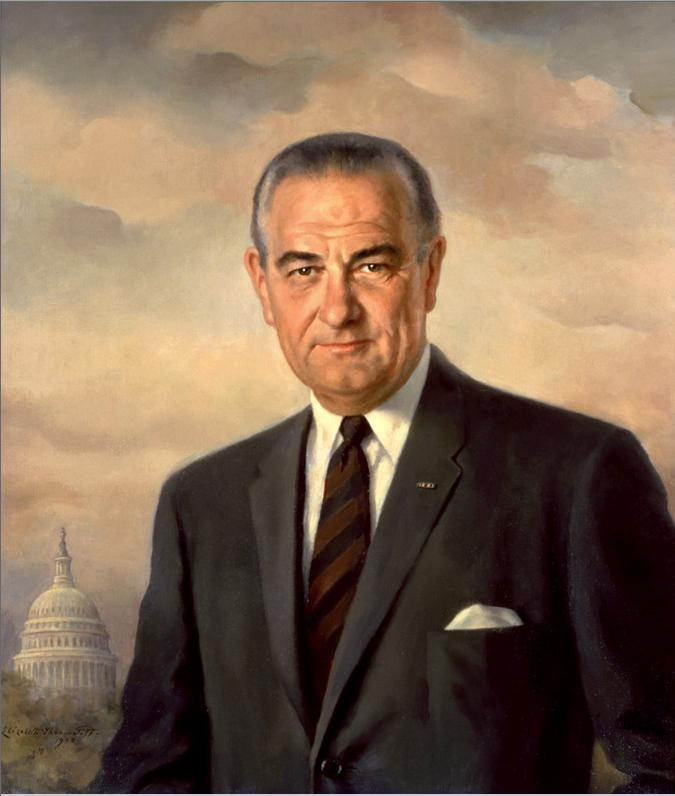
Портрет Ліндона Б. Джонсона 1968
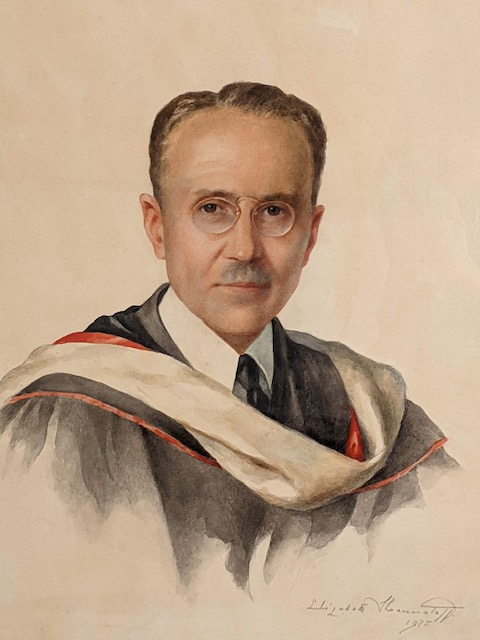
Watercolor portrait of Shoumatoff's brother, Andrey Avinoff, 1975.
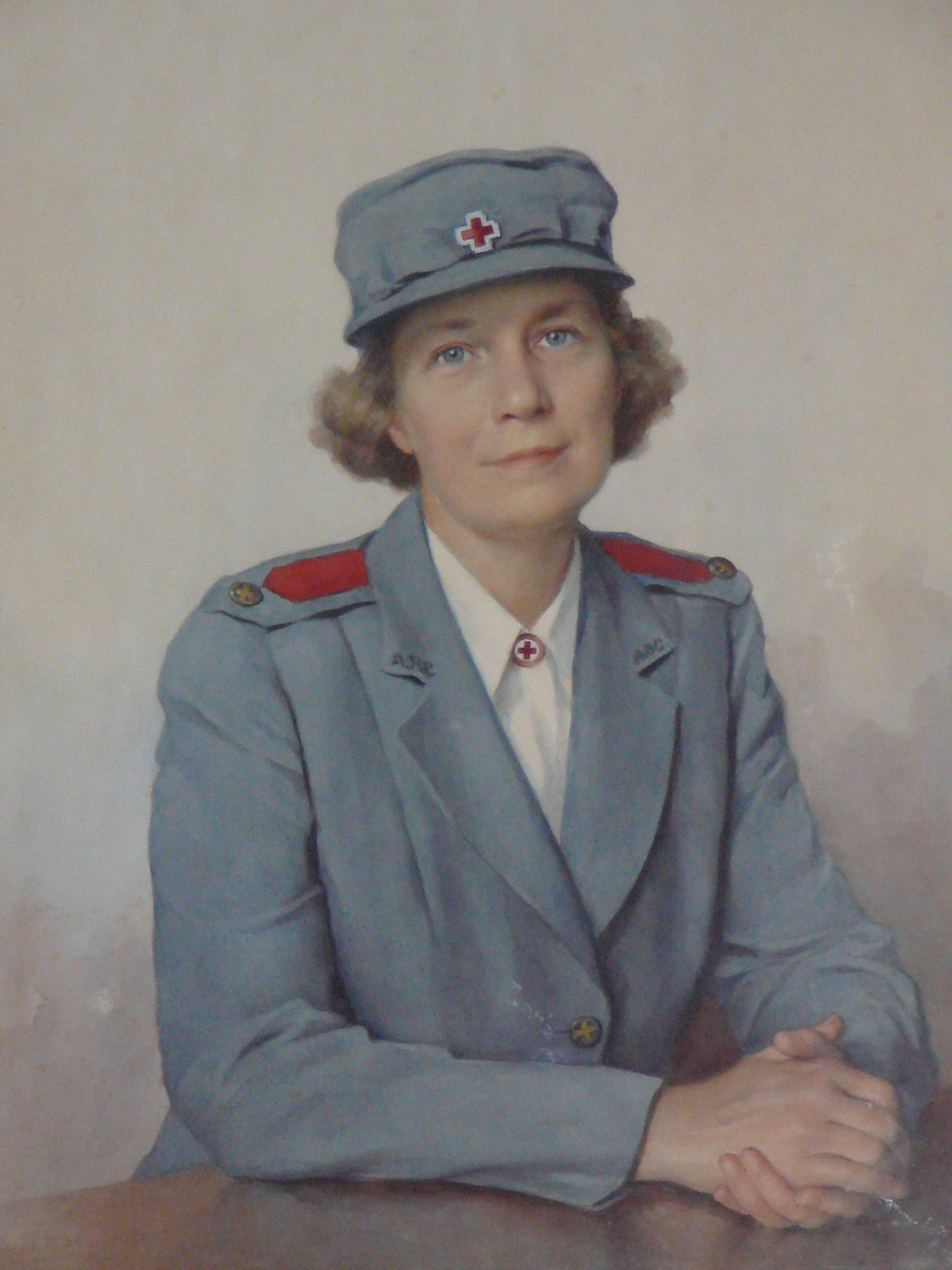
Portrait of Ethel Roosevelt Derby, oil paint.

## Спадщина
Останні роки Шуматова прожила в Локаст-Веллі у Нью-Йорку. Померла 30 листопада 1980 року в місті Ґлен-Коув, у віці 92-х років. У її помешканні було знайдено ескізи до Незавершеного портрета Франкліна Д. Рузвельта, які було поміщено до Американського центру спадщини Франкліна Д. Рузвельта. Деякі роботи Шуматової, що належать до пізнього періоду її життя, зараз зберігаються в Архіві американського мистецтва.